# Save Room
Save Room è una canzone di John Legend, estratta come primo singolo dal secondo album del cantante Once Again. La canzone è costruita intorno ad un campionamento di Stormy dei Classic IV. Rispetto ai precedenti singoli di Legend, il brano si distingue per l'assenza del pianoforte, che valorizza le capacità interpretative di Legend come cantante, e non solo come pianista.
Save Room ha incontrato un buon riscontro di pubblico in Europa, ottenendo una massiccia programmazione radiofonica. Tuttavia il singolo del brano non è stato distribuito, se non come download digitale in alcuni paesi, come nel Regno Unito, impedendo pertanto al brano di avere un piazzamento significativo in classifica.

## Video musicale
Il video musicale è stato girato in diverse location a New York e vede Legend intrattenersi con diverse donne. Il video è stato diretto da Bryan Barber, e pubblicato nella settimana dell'11 settembre 2006.

## Tracce
1. Save Room – 3:56
2. Out Of Sight – 4:10

## Classifiche
| CLassifica (2006) | Posizione più alta |
| ----------------- | ------------------ |
| Italia            | 6                  |
| Paesi Bassi       | 11                 |
| Billboard Hot 100 | 61                 |
| Polonia           | 63                 |
| Germania          | 78                 |